# Walter Braunfels
Walter Braunfels (Frankfurt del Main, 19 de desembre de 1882 - Colònia, 19 de març de 1954) va ser un compositor, professor de música i pianista alemany d'origen jueu.

## Biografia

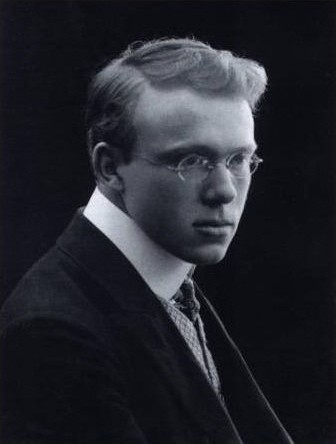
Braunfels el 1902

Walter Braunfels va néixer a Frankfurt. La seva primera professora de música va ser la seva mare, la besneboda del compositor Louis Spohr. Va continuar els seus estudis de piano a Frankfurt al Conservatori Hoch amb James Kwast.
Braunfels va estudiar dret i economia a la universitat de Múnic fins que després d'una interpretació de Tristan und Isolde de Richard Wagner es va decidir per la música. Va marxar a Viena el 1902 per estudiar amb el pianista i professor Theodor Leschetizky. Després va tornar a Múnic per estudiar composició amb Felix Mottl i Ludwig Thuille. El febrer de 1918 va ser ferit al front i el juny de 1918 al seu retorn a Frankfurt es va convertir del protestantisme al catolicisme, component el seu Te Deum el 1920–1921 "no com a música per a músics sinó com a expressió personal de fe".
Va aconseguir un èxit primerenc amb la melodiosa òpera Die Vögel (Els ocells, 1920), de manera que Adolf Hitler, sense adonar-se que Braunfels era mig jueu, el 1923 el va convidar a escriure un himne per al Partit Nazi, que Braunfels "va rebutjar indignadament".
Braunfels va actuar com a pianista professional durant molts anys. El 1949 va interpretar les Variacions Diabelli de Beethoven en una emissió de ràdio. En el seu concert de comiat com a pianista el 19 de gener de 1952, va tocar la Toccata en re major de Bach, la Sonata per a piano núm. 32 op. 111 i l'arranjament de la Fantasia i Fuga per a orgue en sol menor de Liszt.
Braunfels va ser convidat per Konrad Adenauer, llavors alcalde de Colònia, per ser el primer director (i fundador juntament amb Hermann Abendroth) de l'⁣Acadèmia de Música de Colònia (Hochschule für Musik Köln) de 1925 a 1933, i de nou de 1945 a 1950. Amb l'ascens dels nazis al poder va ser destituït, i va ser catalogat com a mig jueu a la llista nazi de músics que componen el que el règim va anomenar música degenerada. Es va retirar de la vida pública durant els anys de Hitler però va continuar component. La guerra va transcórrer pacíficament per a Braunfels i la seva dona, encara que els seus tres fills van ser reclutats a la Wehrmacht. Després de la Segona Guerra Mundial, va tornar a la vida pública i el 12 d'octubre de 1945 va tornar a ser director, i el 1948 president, de l'Acadèmia de Música de Colònia i va millorar encara més la seva reputació com a educador musical amb alts ideals.

## Obres com a compositor
Walter Braunfels era conegut com a compositor entre les dues guerres mundials, però va caure en l'oblit després de la seva mort. Ara hi ha una mica de renaixement de l'interès per les seves obres. La seva òpera Die Vögel, basada en l'obra Els ocells d'⁣Aristòfanes, va ser gravada per Decca el 1996 i ha estat recuperada amb èxit (per exemple, per l'⁣Òpera de Los Angeles el 2009). El 2014 Die Vögel es va representar al Theater Osnabrück i Der Traum ein Leben a l'Oper Bonn.
La música de Braunfels està en la tradició clàssica i romàntica alemanya. El seu Phantastische Erscheinungen eines Themas von Hector Berlioz és un conjunt gegant de variacions. "Estructuralment, l'obra té alguna cosa en comú amb Don Quixote de Strauss —a l'LSD⁣", va assenyalar David Hurwitz de ClassicsToday. "La tècnica orquestral també és força similar, reconeixiblement a l'escola alemanya, amb una escriptura deliciosa per a violins i trompes, esclats ocasionals de virtuosisme extrem per tot arreu i un ús exigent però mínim de percussió addicional".
Braunfels va compondre música en diversos gèneres, no només òperes, sinó també cançons, obres corals i peces orquestrals, de cambra i per a piano.

## Composicions

### Òperes
- Prinzessin Brambilla, op. 12 (segons E.T.A. Hoffmann) (1909)
- Ulenspiegel (1913)
- Die Vögel, op. 30 (segons Aristòfanes) (1913–19)
- Don Gil von den grünen Hosen, Op. 35 (1924)
- Der gläserne Berg, op. 39 (1929)
- Galathea, op. 40 (1929)
- Verkündigung, op. 50 (segons Paul Claudel) (composta 1933-35, estrenada en NWDR-Television 1948)
- Der Traum ein Leben (1937)
- Szenen aus dem Leben der Heiligen Johanna (1943)
- Der Zauberlehrling (1954)
  - L'Annonce faite à Marie, reconstrucció de la versió francesa segons Paul Claudel (2013) (Bronkalla and Wettges 2012)
- Der Traum ein Leben, op. 51 (1937)
- Szenen aus dem Leben der Heiligen Johanna, op.57 (1939–1943, estrena Estocolm 2001)
- Tanzspiel Der Zauberlehrling segons Goethe, Op. 71 composta com una Ballade per a la televisió (1954).

### Oratoris
- Offenbarung Johannis - Revelacions de Sant Joan, Op. 17 (1919)
- Te Deum Op. 32 (1920-21)
- Großi Messe, Op. 37 (1923-26)
- Passionskantate, Op. 54 (1936-43)
- Spiel von der Auferstehung - Resurrecció, Op.72 (1954)

### Música de cambra i solistes
- Quartet per a Cordes núm. 1 en la menor, Op. 60 (1944)
- Quartet per a Cordes núm. 2 in fa major, Op. 61 (1944)
- Quartet per a Cordes núm. 3, op. 67 (1947)
- Quintet per a Cordes en Fa# menor, op. 63 (1944)

### Altres obres
- Variacions sobre antigues cançons franceses infantils, Op. 15 (1909)
- Serenata, Op. 20 (1910)
- Concert per a Piano, Op 21 (1912)
- Phantastiche Erscheinungen eines Themas von Héctor Berlioz Op. 25 (1914–17)
- Preludi i Fuga per a gran orquestra, Op. 36 (1922–35)
- Don Joan Variacions per a orquestra, Op. 34 (1924)
- Dos corals per a cor masculí, Op. 41 (1925)
- Concert per a orgue, Op. 38 (1927)
- Fantasia escocesa per a viola i orquestra, Op. 47 (1933)
- Die Gott minnende Seele Cicle de cançons, Op. 53 (1936)
- La mort de Cleòpatra, Op. 59 (1944) Escena per a Soprano i Orquestra
- Simfonia Concertante per a Violí, Viola, 2 Trompes i Orquestra de Cordes, Op. 68 (1948)
- Sinfonia brevis in F minor, Op. 69 (1948)
- Simfonia Concertante Op. 68 (1948)
- Ariels Gesang, Op. 16 (1910, after Shakespeare's The Tempest)
- Hebriden-Tänze per a Piano & Orquestra, Op. 70 (1951)